# Kokarje
Kokarje – wieś w Słowenii, w gminie Nazarje. W 2018 roku liczyła 175 mieszkańców.